# Emil Schwantner
Emil Schwantner (1880 Královec – 1956 Schönebeck nad Labem) byl český sochař německé národnosti. V jeho díle zaujímá významné místo sociální a protiválečná tematika, je však také autorem mnoha obdivuhodných plastik zvířat.

## Život
Narodil se roku 1890 v rodině horníka a hostinského Augustina Schwantnera v Královci. Vyučil se modelářem v žacléřské porcelánce Theodora Pohla. Majitel podniku Pohl jej podporuje i při dalším studiu a pokračuje ve společné spolupráci i v budoucnu. 1907 až 1909 absolvoval odbornou keramickou školu v Teplicích. V letech 1909-1912 studoval na Akademii výtvarných umění v Praze u Josefa Václava Myslbeka, který jej přijal ke studiu, ačkoliv neměl maturitu. Myslbekův asistent Jan Štursa ho seznámil s Auguste Rodinem. Během studijní cesty do Belgie se seznámil s dílem Constantina Meuniera. V letech 1912-1913 žil v Lipsku a byl spolupracovníkem Franze Metznera na pomníku ke stému výročí Bitvy národů.
Roku 1914 se ve Vídni přihlásil jako dobrovolník a bojoval v 1. světové válce.
Po skončení války se vrací do Krkonoš, v Trutnově si zřizuje ateliér a působí jako sochař na volné noze. Právě zde začíná nejplodnější období autorova života. Vytvořil řadu pomníků padlým, ve svých dílech zpracovává zážitky ze světové války, jejíž hrůzy jej hluboce zasáhly.
Po druhé světové válce byl vysídlen a žil v Schönebecku na Labi (Schönebeck (Elbe)), kde také zemřel.
Po tomto významném sochaři byla v Trutnově pojmenována ulice ve čtvrti Červený Kopec.

## Dílo
Řada jeho děl je zaměřena na protiválečnou nebo sociální tematiku. Některé jeho práce byly zničeny v době okupace, například pomník Tanec smrti, který stával v trutnovském parku jako vzpomínka na oběti I. světové války. Repliku sousoší vytvořila Paulina Skavová a město Trutnov ji roku 2017 v rámci Dnů evropského dědictví umístilo na původním místě v parku.
Další významné dílo bylo zničeno v 90. letech 20. století sběrači kovů. Kovové sousoší na hrobce Wilhelma Kiesewettera na trutnovském hřbitově, představující zubožené hladové lidi, bylo rozmláceno palicemi a odvezeno do sběru. Podle nalezených fragmentů a fotodokumentace byla později zhotovena kopie.